# 享保大判
享保大判（きょうほうおおばん）とは享保10年6月12日（1725年7月21日）に鋳造開始、同12月1日（1726年1月3日）発行された大判である。
享保金銀は正徳4年（1714年）の吹替えにより慶長金銀の品位に復帰したが、大判についても慶長大判と同等のものに復帰することとなった。この大判は初めて公式に通用価値が設定され、享保小判、一分判に対し、七両二分と価格が公定された。元文元年（1736年）の元文の吹替え後は元文小判に対し十両の相場が一般化した。

## 概要
表面は「拾両後藤（花押）」と墨書され、後藤四郎兵衛家十二代寿乗、十三代延乗、十四代桂乗、十五代真乗、十六代方乗、十七代典乗の書があり、上下左右に丸枠桐紋極印がそれぞれ一箇所、計四箇所打たれ、形状はやや角ばった楕円形であるが慶長大判より撫肩となる。流通期間が長いことから墨書きの書き改めも頻繁に行われたため、後藤家六代に亘る墨書が存在することになった。享保大判の現存数は万延大判についで多いが、初期の十二代寿乗による墨書は大変稀少である。
裏面中央に丸枠桐紋、亀甲桐紋、花押の極印、左下に「久・さ・竹」、「久・石・竹」、「久・坂・竹」、「久・宇・竹」、「久・七・竹」のいずれかの極印が打たれている。
鋳造枚数は8,515枚であるが、この内15枚は金座において試し吹きのため鋳潰され、発行されたのは8,500枚である。
享保大判は慶長大判の品位に復帰するものであったが、通用が停止されていた慶長大判が両替商に持ち込まれた際の扱いについて、享保11年4月（1726年）に大岡忠相は通用を認めず潰金扱いの裁定を下した。この扱いは正徳の吹替えにより通用を再び認められた慶長小判とは異なるものであった。
享保大判の通用期間は享保10年12月1日（1726年1月3日）より、万延元年4月10日（1860年5月30日）までであった。
| 名称     | 鋳造開始               | 規定品位 分析品位(造幣局)                               | 規定量目             | 鋳造量  |
| -------- | ---------------------- | ------------------------------------------------------- | -------------------- | ------- |
| 享保大判 | 享保10年6月 （1725年） | 六十四匁位三分三厘位（68.4%） 金67.65%/銀28.15%/雑4.20% | 44.2匁 (165.4グラム) | 8,515枚 |